# Edmund Kurtz
Edmund Kurtz (en rus: Эдмунд Курц). Sant Petersburg (Rússia), 29 de desembre, 1908 - Londres (Regne Unit), 19 d'agost, 2004), fou un violoncel·lista i editor musical australià nascut a Rússia. Va ser conegut per la seva "tècnica impecable", "musicalitat innata" i el seu "to ric", amb una "qualitat càlida i sensual que poques vegades perd la seva brillantor". En una carrera de 60 anys, va actuar internacionalment com a solista i músic de cambra.[6] La seva edició de les Suites de Bach per a violoncel sol, dibuixades a partir de facsímils del manuscrit d'Anna Magdalena Bach i mostrant-les al costat de cada pàgina, és reconeguda com un dels seus grans assoliments, i va ser descrita com "l'edició més important del més gran música mai escrita per a l'instrument".

## Biografia
Kurtz va començar la seva educació musical amb classes de piano ben aviat sense gaire progrés. Als vuit anys va escoltar un concert de les Variacions rococó de Txaikovski en la major, Op. 33 per a violoncel i orquestra, i va decidir convertir-se en violoncel·lista. Després de la Revolució d'Octubre, la família Kurtz va emigrar a Alemanya, on la implicació d'Edmund amb el violoncel va donar els seus fruits ràpidament. El 1922, Edmund Kurtz, de tretze anys, va ser acceptat per Julius Klengel per estudiar violoncel a Leipzig. El 1924 Kurtz va debutar amb èxit a Roma i després va actuar a Berlín. Per completar la seva formació va estudiar un temps amb Leó Weiner a Budapest i, per consell de Pau Casals, també va prendre classes amb Diran Alexanian a París.
Kurtz va combinar la seva carrera en solitari amb el treball a l'orquestra, convertint-se en solista a l'Òpera de Bremen el 1926. 1927-1930 va fer actuacions com ainvitat juntament amb la ballarina Anna Pavlova, en particular amb Der sterbende Schwan de Camille Saint-Saëns. De 1932 a 1936 va ser primer violoncel·lista a la "Deutsche Oper de Praga" amb George Szell. Després d'això va preferir marxar als EUA. 1936-1944 Kurtz va ser solista de la Chicago Symphony Orchestra. Al mateix temps, va fer actuacions com a convidat amb Jascha Spiwakowski i Tossi Spiwakowski (Spiwakowski Trio). Després d'això, es va concentrar en actuacions en solitari.
El 1945 Kurtz es va guanyar una atenció més àmplia amb el Concert per a violoncel de Dvořák amb l'Orquestra Simfònica de la NBC sota la direcció d'Arturo Toscanini. El 1946 va ser el solista de l'estrena del Concert per a violoncel núm. 2 de Darius Milhaud amb l'Orquestra Filharmònica de Nova York sota la direcció d'Artur Rodziński. El 1948 va tocar el Concert per a violoncel de Khatxaturian amb l'Orquestra Simfònica de Boston sota la direcció de Serge Koussevitzky.
Durant els seus últims anys, Kurtz es va interessar per Johann Sebastian Bach. Del 1978 al 1983 va treballar en una edició crítica de les sis suites per a violoncel sol a partir del manuscrit d'Anna Magdalena Bach. També va treballar amb el pianista William Kapell en la Sonata per a violoncel i piano en sol menor op.19 de Serguei Rakhmàninov.
Els germans d'Edmund Kurtz també van ser músics destacats. Efrem Kurtz (1900-1995) va ser director, Arved Abram Kurtz (1899-1995) va ser rector del "New York College of Music" i Mary Kurtz Rosenwald (1906-1985) va ser la violinista principal dels Ballets Russes de Montecarlo. Mary Kurtz Rosenwald es va unir al lideratge de l'organització filantròpica "United Jewish Appeal", fundada pel seu marit William Rosenwald amb el fill petit de Julius Rosenwald i altres.